# Ephraim Kishon
Ephraim Kishon (Budapest, 23 agosto 1924 – Appenzello, 29 gennaio 2005) è stato uno scrittore, umorista e regista israeliano.
Il suo film Sallah (1964) ricevette una candidatura all'Oscar al miglior film straniero.